# Camilo Sánchez
Camilo Felipe Sánchez Mechoso (Montevideo, 27 maggio 2003) è un calciatore uruguaiano, difensore del Miramar Misiones.

## Caratteristiche tecniche
È un terzino destro.

## Carriera
Cresciuto nel settore giovanile del Progreso, nel 2023 è stato ceduto al Salus, dove ha giocato per due stagioni consecutive nella terza divisione uruguaiana; nel 2025 è stato acquistato a titolo definitivo dal Miramar Misiones ed il 5 maggio ha debuttato nella prima divisione uruguaiana nella partita vinta 3-0 contro il River Plate (M).

## Statistiche

### Presenze e reti nei club
Statistiche aggiornate al 16 agosto 2025.
| Stagione        | Squadra          | Campionato      | Campionato | Campionato | Coppe nazionali | Coppe nazionali | Coppe nazionali | Coppe continentali | Coppe continentali | Coppe continentali | Altre coppe | Altre coppe | Altre coppe | Totale | Totale | Totale |
| Stagione        | Squadra          | Comp            | Pres       | Reti       | Comp            | Pres            | Reti            | Comp               | Pres               | Reti               | Comp        | Pres        | Reti        | Pres   | Reti   |        |
| --------------- | ---------------- | --------------- | ---------- | ---------- | --------------- | --------------- | --------------- | ------------------ | ------------------ | ------------------ | ----------- | ----------- | ----------- | ------ | ------ | ------ |
| 2025            | Miramar Misiones | PD              | 8          | 0          | CU              | 0               | 0               | -                  | -                  | -                  | -           | -           | -           | 8      | 0      |        |
| Totale carriera | Totale carriera  | Totale carriera | 8          | 0          |                 | 0               | 0               |                    | -                  | -                  |             | -           | -           | 8      | 0      |        |